# Luma (plante)
Pour les articles homonymes, voir Luma.
Genre
Classification phylogénétique
Luma est un genre de plantes à fleurs de la famille des Myrtaceae, comprenant deux espèces : Luma apiculata et Luma chequen. Ce sont des arbustes ou de petits arbres originaires du Chili et d'Argentine.

## Espèces
- Luma apiculata
- Luma chequen[2]